# Alberto Heredia
Alberto Heredia (Buenos Aires, 4 de marzo de 1924-23 de abril del 2000) es un pintor y escultor argentino. Fue un artista que se recuesta en conceptos figurativos, geométricos, semiabstractos, durante gran parte de su trayectoria, sus obras se distinguieron por ser incómodas y técnicamente irreprochables, realizando un fuerte llamado de atención a una sociedad que Heredia consideraba adormecida. 

## Biografía
Nació en la ciudad de Buenos Aires y desde temprana edad se interesó por las artes. Aunque inicialmente intentó estudiar de acuerdo con los cánones académicos, al poco tiempo cambió de idea y se convirtió en un autodidacta.Con veintidós años comenzó estudios en la Escuela Nacional de Bellas Artes Manuel Belgrano, pero los abandonó al poco tiempo. Su formación posterior fue producto de su curiosidad e inquietud; en su formación juega un rol importante su amistad con Enio lommi, a quien conoce en 1952 y con Roberto Mackintosh mediados los setenta.
Viajó a Europa en 1960, primero se radicó en Madrid, y luego pasó algún tiempo en Ámsterdam y en París. En París, según sus propias palabras aprendió a "perder el miedo". 
Al principio su familia ejerció una importante influencia en sus obras y las temáticas que aborda. Una madre religiosa y un padre militar proveen un ambiente disciplinado y riguroso, pero con el tiempo esta influencia se va desvaneciendo. Sin embargo es posible que estos inicios se manifiesten en sus obras, ya que aunque en visión de conjunto parecen caóticas u azarosas una lectura más cuidadosa muestra que existen un cúmulo de detalles que han sido tenidos en cuenta por el artista. Y es a través de dichos detalles que se presenta un significado a la obra.
Su obra refleja en gran parte una crítica e ironía social al consumismo y la adoración de lo que denominó Dios Objeto. En particular su obra “Tres Gracias” (1962) presenta este mensaje, a través de varias cajas redondas que son el empaque de queso Camembert, mediante las cuales libera toda su potencia expresiva. Estas obras son heterodoxas y polémicas, al punto que ninguna galería española quiso exponerlas. Las cajas de queso sirvieron como punto de partida para varias esculturas realizadas utilizando materiales de desecho. Las esculturas están construidas con gran minuciosidad, entre estas obras se destacan varias realizadas con dentaduras y prótesis dentales que se convierten en la antítesis de las obras tridimensionales que se llevaban a cabo en Argentina para esa época. 
En la década de 1970, cuando Argentina comienza un largo ciclo de violencia, sus trabajos reflejaron estos cambios. En 1972 construye con yesos ortopédicos una figura antropomorfa acéfala, envuelta en ondulantes pliegues de acrílico transparente ("Sandwiche homus por Petronius Heredius"). Dos años más tarde expuso las series "Las Lenguas" y "Los Amordazamientos". Algunas de estas piezas tenían, entre otros materiales, prótesis dentales que se transformaban en bocas aterrorizadas y silenciosas.
Comenzando con "La sillita" (1981), inicia otra serie de obras sumamente críticas. Utiliza la silla como trono, símbolo del poder, a través del cual toda suerte de personajes se afanan en desmoralizar a sus subordinados, menospreciando los valores y eliminando todo vestigio de moral. 
En 1981 fue distinguido con el Merit Award del Gran Premio de escultura Henry Moore, en The Hakone Open-Air Museum of Sculpture de Tokio. El Museo de Arte Moderno de Buenos Aires organizó en 1998 una gran retrospectiva de su obra. En 2002 recibió el Premio Konex de Honor como el más importante artista visual fallecido de la década en Argentina. Antes había recibido el Diploma al Mérito Konex en 1982 y 1992.
Su obra es crítica, despiadada y sin concesiones, estaba hecha con la materia de la vida misma, objetos cotidianos y perecederos, como las Cajas de Camembert. Esas cajas constituyeron una metáfora genial y corrosiva de una sociedad que el artista juzgaba degradada.